# Olinda Bozán
Olinda Bozán (Rosario, Santa Fe, 21 de junio de 1894 - Buenos Aires, 8 de febrero de 1977) fue una actriz y comediante argentina, con una vasta lista en el cine clásico y el teatro de revista.Nacida en el seno de una familia circense, actuó en el circuito de vodevil y en películas mudas y sonoras. Se formó con los hermanos Podestá, con uno de los cuales se casó y que tienen uno de los premios de actuación argentinos más prestigiosos que lleva su nombre. Bozán apareció en 75 películas y fue considerada una de las mejores actrices cómicas del cine argentino del siglo XX.

## Biografía

### Comienzos profesionales

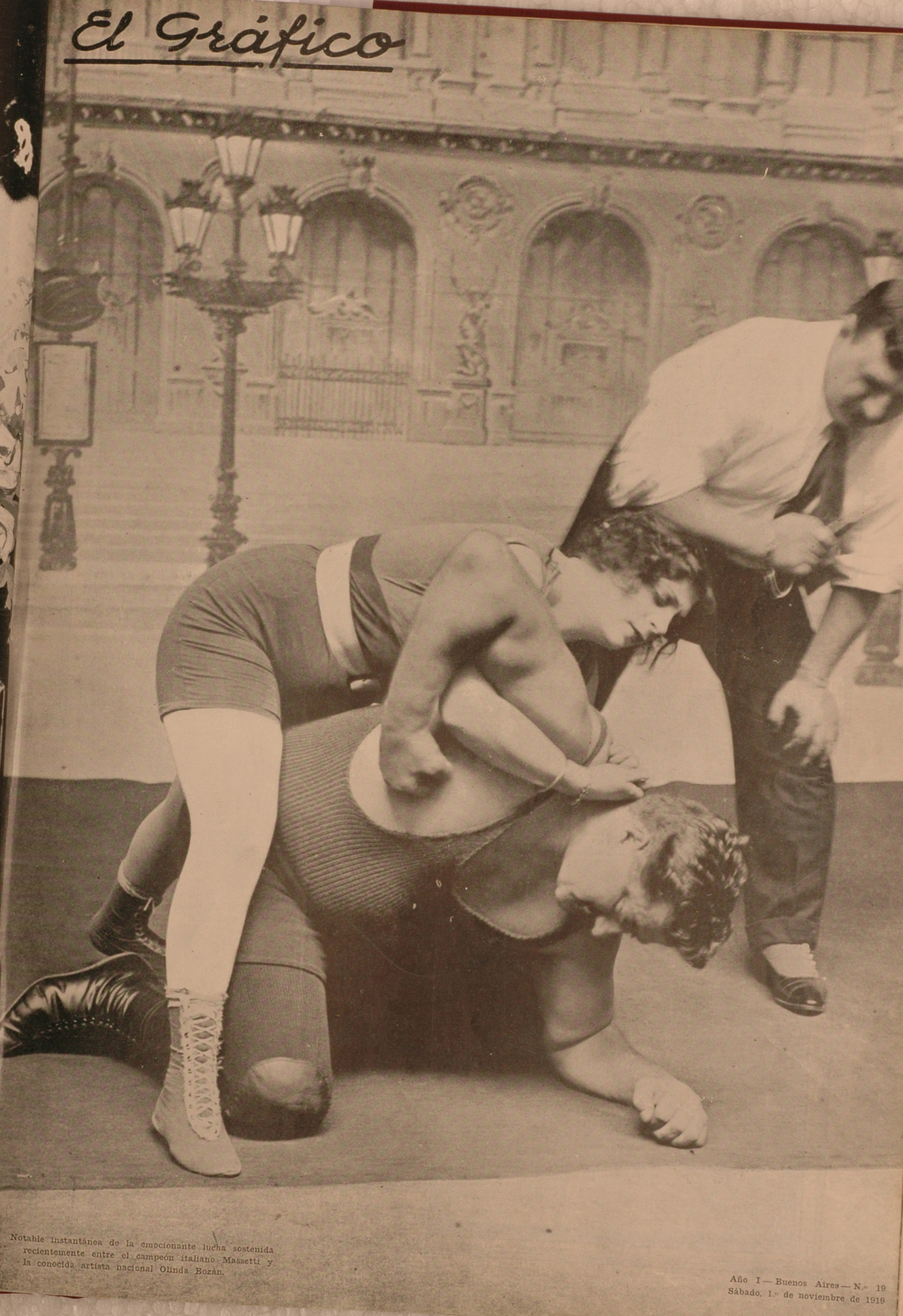
Olinda Bozán en la tapa de la revista El Gráfico del 1 de noviembre de 1919. Puede leerse: Notable instantánea de la emocionante lucha sostenida entre el campeón italiano Massetti y la conocida artista nacional Olinda Bozán.

Nacida en la ciudad de Rosario, desde muy pequeña se inició en el Circo Anselmi junto a sus padres. Luego desarrolló su formación teatral con los hermanos Podestá (Pablo y José), y a los 14 años contrajo matrimonio con Pablo Podestá, quien también fue cantor, escultor, acróbata y pintor y era 19 años mayor que Bozán. Después se presentó en el Teatro Apolo con la compañía de su esposo y su cuñado. Con ellos, interpretó principalmente papeles de "dama joven", pero su relación matrimonial solo dura un mes. Sin embargo, con cierto prestigio en el medio teatral, fue eficaz en sus improvisaciones y tuvo amplio dominio sobre la escena.
Considerada una de las mejores comediantes del cine argentino durante el siglo XX, en 1915 inició su carrera cinematográfica con el filme mudo Bajo el sol de la pampa, de Alberto Traversa, el cual se estrenó recién en 1917, dos años después. En total, realizó seis apariciones en el cine mudo, de las cuales se posee poca información prácticamente. 

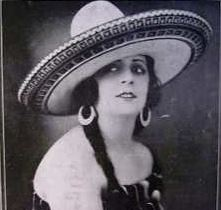
Bozán en un cartel teatral en 1927

Participó en todos los medios gracias a su gracia natural, convirtiéndose en una de las actrices cómicas más relevantes de la Argentina. Participó en el elenco de Florencio Parravicini a quien acompañó durante cuatro años en el Teatro Argentino con Caras y Caretas. Más tarde se incorporó al elenco de Vittone-Pomar, época en la que adquiere mayor popularidad. Se desempeñó además en la Compañía de Revistas cuya actuación tuvo mucho éxito en el Teatro Ópera. Figura de la comedia y el sainete, en teatro se lució tanto en dramas como en espectáculos revisteriles.
En 1926 formó su propio elenco con Paquito Busto, realizando numerosas temporadas de gran éxito en los principales teatros porteños. En el mismo año, alentó junto al ya mencionado Bustos y Pascual Carcavallo (propietario del Teatro El Nacional) a Libertad Lamarque durante sus comienzos en el canto. En 1931 tuvo un breve rol en Luces de Buenos Aires, la primera película que el cantor Carlos Gardel hace para los Studios Paramount, de Francia.
Su primer trabajo relevante en el período sonoro llegó con Ídolos de la radio (1934), bajo las órdenes de Eduardo Morera para la empresa Río de la Plata. El título abarcaba el género musical, teniendo variados exponentes del tango como Ada Falcón, Tito Lusiardo, Tita Merello y Francisco Canaro. Tras encarnar a Ruperta en El favorito (1935), al año siguiente fue convocada en dos oportunidades, llegando a rodar La canción de la Ribera, con Ada Cornaro, y Radio Bar, un drama guionado y dirigido por Manuel Romero.

### Consagración
Desde finales de los años 1930 fue encasillada en labores cómicos, pero simultáneamente acompañó a Luisa Vehil en Así es el tango (1937), basada en un sainete homónimo de Florencio Chiarello. Allí se puede apreciar el género del tango, música muy escuchada y practicada por aquellas épocas en Argentina, convirtiéndose posteriormente en parte de la cultura nacional. Bajo el guion de Alberto Vaccarezza, en 1938 protagonizó Los apuros de Claudina, estrenada en Estados Unidos en 1940. A su vez, formó parte de los elencos de recordadas películas como Las de Barranco (1938), con Homero Cárpena, Mi suegra es una fiera (1939), comedia musical con Nélida Bilbao, Doce mujeres (1939), de Luis José Moglia Barth, y Mi fortuna por un nieto (1940), con 71 minutos de duración. Integró el elenco de la compañía del Teatro Boedo en 1944.

Olinda Bozán (en medio) junto a Nuri Montsé y Delia Garcés en Doce mujeres (1939)

A principios de la década de 1940, sus películas tuvieron poco renombre y actualmente están olvidadas, pero Ceniza al viento y Mamá Gloria, donde protagonizó al lado de Aída Luz y Margarita Padín, fue valorable. También  realizó una actuación destacable en La casa de los millones, hilarante comedia que protagonizó en 1942 junto a Luis Sandrini y adquirió popularidad en 1944 con el estreno de La danza de la fortuna, también en compañía de Luis Sandrini. La trama de ésta indicaba que un hombre joven se casa con una mujer algunos años mayor y que presuntamente estaba por morir, pero finalmente ella no fallece y se encuentran con el problema que el se había gastado la fortuna de su esposa mientras ella se encontraba al borde de la muerte. A lo largo de 1947 compuso importantes personajes en La caravana, que fue el debut de Tato Bores en cine, y en Lucrecia Borgia, comedia auspiciada por EFA (Establecimientos Filmadores Argentinos).  
También actuó en Montevideo con José Ramírez en Los maridos quieren conga...y las mujeres también (1947) y con su compañía, que estaba representando tres obras de teatro.
Vigente en la cinematografía, en 1948 retornó con la obra de teatro Hoy canta Doña Rosina y en 1949 se presentó con su elenco en Adiós, plata mía. Se destacó en el Teatro Astral, con la representación de Los maridos engañan de 7 a 9 (1948), de Sixto Pondal Ríos y Carlos Olivari, que obtuvo excelentes críticas por parte del público. Formó un exitoso dúo con Paquito Bustos en Maridos 1944, estuvo un prolongado tiempo en cartelera su obra El marido de la panadera (1947), en 1950 fue apoyada por los medios gráficos al interpretar junto a Mario Fortuna El morocho de Venecia y alcanzó las 100 representaciones de Bodas de plata y soltera. En 1952 estrenó Doña vitaminas y a falta de propuestas laborales, en 1953 Bozán emprendió un viaje a Madrid, en España; en 1949 había realizado una gira por el interior del país.
En 1951 fue partícipe de la adaptación radial Mujeres en sombra al lado de Perla Mux y Milagros de la Vega. En la década del `50 continuó trabajando, pero en cine fue encasillada en papeles dramáticos, como los que cumplió en Vida nocturna (1955), con libretos de Carlos A. Petit, y El tango en París (1956), de Arturo S. Mom. En 1959 APTRA le otorgó el premio Martín Fierro como Mejor Actriz Cómica por su labor en El show de Pablo Palitos.
Participó en 75 películas, entre ellas se encuentran Ídolos de la radio, Así es el tango, Ceniza al viento, Mi suegra es una fiera y la parodia de época Lucrecia Borgia de 1947. De su extensa filmografía se destaca su papel en Ceniza al viento de Luis Saslavsky. Además, formó equipo con Luis Sandrini en éxitos como La casa de los millones y La danza de la fortuna. Además formó éxitos en teatro con Pepita Muñoz y Pierina Dealessi. Compartió cartel con relevantes actores de su época como Delia Garcés, Lolita Torres, Francisco Álvarez o Ernesto Bianco.
En 1960 fue convocada para componer uno de sus primeros roles en televisión: Felipe, serie integrada por Luis Sandrini y Luis Arata. Tras un pequeño lapso sin actividad artística, en 1965 regresó al medio con ayuda de Fernando Ayala, quien la convocó para secundar a Mecha Ortiz en Show Standard Electric, popular programa emitido por Canal 11 que alcanzó altos picos de índice de audiencia. A partir de esta década comenzó a incursionar en comedias de distintos tonos, solo que en roles adecuados a su edad. De su extensa trayectoria teatral, se puede mencionar a su vez sus participaciones en ¡Aquí está la vieja ola...y esta vez no viene sola! (1961), con Enrique Dumas, Juancito de la Ribera (1960), en el Teatro Astral, Yo llevo el tango en el alma (1964), de Antonio Prat, y Belucha se casa.
En 1966 secundó a Beatriz Bonnet en Villa Delicia y años después, se la pudo apreciar en Necesito una madre, de Fernando Siro, Hotel Alojamiento, para el sello Aries, La cigarra está que arde, con Osvaldo Miranda, y ¡Viva la vida!, de Enrique Carreras con cuadros musicales de Violeta Rivas. Por su parte, se valoran sus personajes Remedios (de Coche cama, alojamiento - 1968), Nicasia (de En mi casa mando yo - 1968) y Rosa Fernández (de El novicio rebelde - 1968). Pero su mayor éxito fue Las locas del conventillo, popular sainete estrenado primeramente en 1925 que fue llevado al cine en esta ocasión en 1966.
Bajo las órdenes de Daniel Tinayre, en 1965 compartió cartel con Duilio Marzio y Malvina Pastorino en El proceso de Mary Duggan, con autoría de Bayard Veiller. En 1968 encabezó con María Concepción César en el Teatro Blanca Podestá La decente, de Miguel Mihura y en 1972 Los ángeles de Vía Véneto en el Teatro Cómico con Mabel Manzotti. Dirigida por Alejandro Doria, a fines de los `60 trabajó en una divertida comedia titulada Los amorosos, que reunía a María Vaner y Enzo Viena en el elenco. En 1970 fue convocada para interpretar a la abuela de Sandro (Roberto Sánchez) en la película Muchacho, que tuvo mucho éxito e incluso, se intercala el género musical.

### Últimos años y fallecimiento
Durante sus últimos años, su carrera estuvo ligada mayormente al prestigioso director Enrique Carreras, quien la contrató con asiduidad para filmes como La familia hippie (1971), con guiones de Abel Santa Cruz, Había una vez un circo (1972), del cual surgió un popular tema musical compuesto por Gaby, Fofó y Miliki, Los padrinos (1973), para Argentina Sono Film, No ser débil con la vida, escrita por Ulises Petit de Murat y César Tiempo, etc. Sin embargo, se relaciona laboralmente con Leo Fleider, Hugo Moser y José A. Martínez Suárez. En aquellas épocas fue contratada para incursionar en En vivo y al desnudo, reencontrándose con Tita Merello, con quien había padecido un fuerte enfrentamiento cuatro décadas antes.
Basada en una obra teatral homónima de Camilo Darthés, en 1976 se estrenó Los chicos crecen, después de dos años de haberla filmado.
Falleció sorpresivamente a la edad de 82 años el 8 de febrero de 1977 en Buenos Aires, luego de terminar la filmación del drama Las locas, por el cual muchos integrantes fueron galardonados. Esta película se estrenó después de su deceso y fue dedicada a su memoria. Su muerte pasó tan desapercibida, que hasta hoy en día es muy difícil averiguar la causa exacta. Poco tiempo después, el Museo del Cine le dedicó el ciclo Olinda y las risas, en homenaje a la actriz.

### Familia de artistas
Estuvo casada con Pablo Podestá, y luego con el actor Oscar Valicelli hasta la década de 1930. 
Fue prima de Haydée, Elena y de la legendaria Sofía Bozán; tía de Blanca Podestá; y cuñada de José y María Esther Podestá. Su sobrino era el actor cómico Paquito Busto, hijo de su hermana Angelita, fallecida en Brasil a muy temprana edad. También fue pariente del actor Vicente Rubino, ya que era la tía por parte de madre de su esposa Zulma Grimaldi.

## Filmografía parcial
- Las locas (1977)
- La nueva cigarra (1977)
- Los chicos crecen (1976) Dir. Enrique Carreras.
- No hay que aflojarle a la vida (1975)
- Los chantas (1975)
- ¡Quiero besarlo Señor!! (1973)
- Los padrinos (1973)
- Había una vez un circo (1972)
- Siempre te amaré (1971)
- La familia hippie (1971)
- Muchacho (1970)
- ¡Viva la vida! (1969)
- El novicio rebelde (1968)
- En mi casa mando yo (1968)
- Coche cama, alojamiento (1967)
- La cigarra está que arde (1967)
- Las locas del conventillo (1966)
- Necesito una madre (1966)
- Hotel alojamiento (1966)
- Villa Delicia, playa de estacionamiento, música ambiental (1965)
- El tango en París (1956)
- Vida nocturna (1955)
- Intermezzo criminal (1953)
- Mujeres en sombra (1951)
- Maridos modernos (1948)
- Hoy cumple años mamá (1948)
- La caraba (1948)
- Lucrecia Borgia (1947)
- El Capitán Pérez (1946)
- La danza de la fortuna (1944)
- Llegó la niña Ramona (1943)
- El sillón y la gran duquesa (1943)
- Los chicos crecen (1942)
- La casa de los millones (1942)
- Ceniza al viento (1942)
- Bruma en el Riachuelo (1942)
- Mamá Gloria (1941)
- Hogar, dulce hogar (1941)
- Mi fortuna por un nieto (1940)
- Dama de compañía (1940)
- Doce mujeres (1939)
- Mi suegra es una fiera (1939)
- Los apuros de Claudina (1938)
- Las de Barranco (1938)
- Villa Discordia (1938)
- Nobleza gaucha (1937)
- Así es el tango (1937)
- Radio Bar (1936)
- La canción de la ribera (inédita - 1936)
- Por buen camino (1935)
- El caballo del pueblo (1935)
- Ídolos de la radio (1934)
- En buena ley (1919)
- Bajo el sol de la pampa (1917)
- Resaca (1916)